# Siebenbürgisches Museum
Das Siebenbürgische Museum im Schloss Horneck in Gundelsheim (Landkreis Heilbronn) widmet sich der Sicherung, Bewahrung und Dokumentation des Kulturguts der deutschen Ethnien in Siebenbürgen, das im Zusammenhang mit den weiteren in Siebenbürgen vertretenen Ethnien dargestellt wird.
In Drabenderhöhe gibt es die Siebenbürger Heimatstube.

## Geschichte
Zu Beginn der 1950er Jahre sammelte Lore Connerth-Seraphin siebenbürgisch-volkstümliche Gegenstände in München. Nach ihrem Umzug in das Altenheim nach Gundelsheim schenkte sie die inzwischen umfangreiche Sammlung dem Hilfsverein „Johann Honterus“. Dieser richtete mit dieser und weiteren Sammlungen im Schloss Horneck eine Heimatstube ein, die Kernzelle des jetzigen Museums. Im Jahr 1968 wurde im Schloss Horneck ein kombiniertes Museum, das Heimatmuseum der Stadt Gundelsheim und das Heimatmuseum der Siebenbürger Sachsen eröffnet. Im Jahr 1991 bekam das Museum den Status eines Landesmuseums. Die Dauerausstellung wurde 1996/97 umfassend neu gestaltet und nach Themenkomplexen zur siebenbürgischen Kunst- und Kulturgeschichte gegliedert.
Am 12. Mai 2007 wurden im ersten Stock des Museums im Rahmen einer Kunstausstellung weitere Räume mit einer Fläche von 106 m² eröffnet. Die Räume waren zuvor vom Altenwohnheim genutzt worden. Die Erweiterung wurde unterstützt vom Land Baden-Württemberg, der Bundesregierung mit 200.000 €, dem Denkmalamt, weiteren Helfern und Förderern und dem Förderverein des Siebenbürgischen Museums Gundelsheim.

## Gebäude

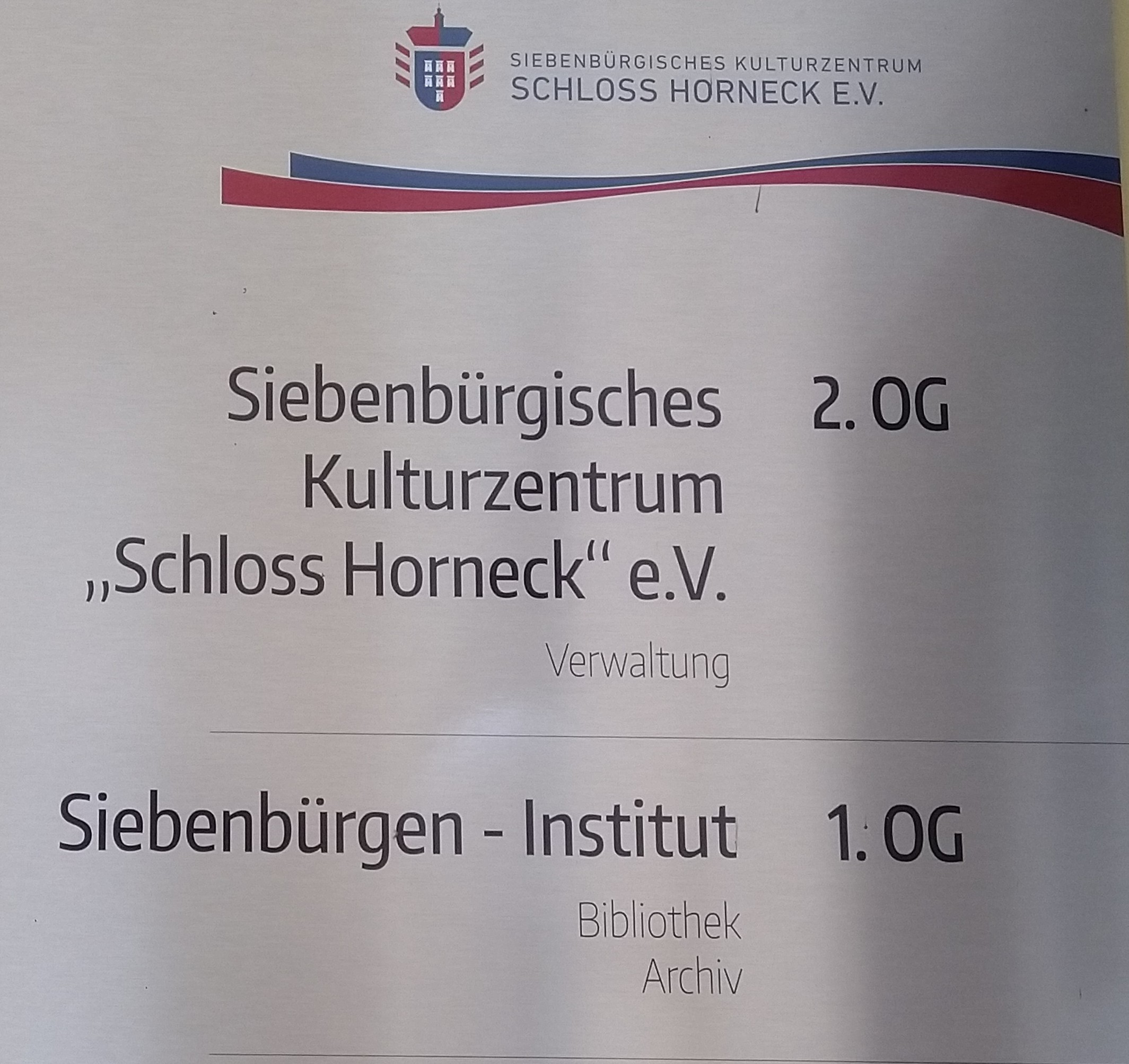
Siebenbürgen-Institut und Siebenbürgen-Kulturzentrum im Nachbartrakt

Das Museum ist im Schloss Horneck untergebracht. Das Museum teilt sich das Gebäude mit dem Altenwohnheim der Siebenbürger Sachsen, mit dem Siebenbürgen-Institut und mit der Siebenbürgischen Bibliothek. Die Räume des Museums sind im Erdgeschoss und im ersten Stock. Das Museum ist über einen von den anderen Einrichtungen unabhängigen Eingang zu betreten. Das Erdgeschoss ist barrierefrei ausgebaut. Das Obergeschoss ist über eine enge Wendeltreppe zu erreichen, zur Textilstube und zum Grafik-Kabinett im Obergeschoss sind weitere kurze Treppen zu benutzen. Ein Besucherempfangstrakt vor dem Jugendstilsaal, gleich gegenüber dem Museum, liefert mit einem Wandgemälde in Text und Bild einen ersten Überblick über die Aufgabe der Institutionen im Schloss und die Kultur der Siebenbürger Sachsen.

## Träger des Museums
Das Museum wird geführt vom Trägerverein Siebenbürgisches Museum Gundelsheim e. V. Es wird nach § 96 BVFG gefördert.
Im Jahr 1979 wurde der Freundeskreis des Siebenbürgischen Museums gegründet. Dieser ging 2002 im Verein zur Förderung des Siebenbürgischen Museums Gundelsheim e. V. auf. Eine außerordentliche Mitgliederversammlung im Januar 2006 beschloss eine Satzungsänderung und ließ den Verein beim Amtsgericht als gemeinnützig eintragen.

## Sammlung
Das Land Siebenbürgen
In diesem Teil der Sammlungen werden geographische und historische Grundinformationen über Siebenbürgen gezeigt. Die historisch-geographischen Gegebenheiten mit Schwerpunkt des sächsischen Siedlungsgebietes im Zusammenhang mit den anderen im Karpatenbogen vertretenen Ethnien werden aufgezeigt.
Stadtkultur
Es sind Möbel und Einrichtungsgegenstände aus städtischen Wohnungen ausgestellt.
Ländlicher Alltag
Der Raum gewährt seit der Neugestaltung 2010 einen Einblick in die „gute Stube“ eines typischen südsiebenbürgischen Bauernhauses.
Alte Heimat, neue Heimat
Der Bereich setzt sich mit dem Heimatbegriff und der Migrationsgeschichte der Siebenbürger Sachsen nach 1945 auseinander.
Kirchlich begleitetes Leben / Sakrale Kunst
Im Raum Kirchlich begleitetes Leben/Sakrale Kunst sind sakrale Kunstwerke vom Spätmittelalter bis ins 19. Jahrhundert ausgestellt. An einer Medienstation erhalten Interessierte Informationen zu den Konfessionen und den für Siebenbürgen typischen Kirchenburgen. Dieser Raum beschäftigt sich außerdem mit der Rolle der Kirche im alltäglichen Leben.
Kindheit und Schule
Dieser 2006 überarbeitete Ausstellungsbereich ist der Rolle des Kindes in der siebenbürgischen Kultur gewidmet. Er gibt außerdem Einblick in das bereits vom Reformator Johannes Honterus Mitte des 16. Jahrhunderts initiierte siebenbürgisch-sächsische Schulwesen und dessen beispielhafte Institution einer auf humanistischen Idealen basierenden Schülermitverantwortung, des sog. Coetus.
Gesellschaftliche Ordnung / Rituale der Gemeinschaft
Im Jahre 2006 wurde der wichtige Raum zur traditionellen Lebensordnung der Siebenbürger Sachsen eingerichtet. Im Mittelpunkt steht das Nachbarschaftswesen. Dieses war als protodemokratische Institution der sozialen Absicherung, gegenseitigen Hilfe und Sicherstellung der öffentlichen Ordnung in den siebenbürgisch-sächsischen Orten von zentraler Bedeutung; Bruder- und Schwesternschaften, deren Rituale und Bedeutung für das siebenbürgisch-sächsische Gemeinwesen ergänzen den Raum.
Schaudepot
Im Obergeschoss des Museums befindet sich das Schaudepot (Silber und Goldschmiedearbeiten, Zinn, Keramik und Glas):
Stücke aus den großen und bekannten Töpferzentren: Draaser Keramik, Thorenburger Keramik, Keisder Keramik und Keramik aus weiteren Töpferwerkstätten werden gezeigt. Besonders viele Krüge (Zunft-, Bruderschafts-, Nachbarschafts- und Hochzeitkrüge) sind ausgestellt. Kacheln von Kachelöfen und weitere keramische Gebrauchsgegenstände zeigen den täglichen Gebrauch von Keramiken auf.
Die Sammlung der typischen Zinngießerarbeiten aus Schäßburg, Kronstadt, Hermannstadt und Bistritz zeigt hauptsächlich Weinkannen und Deckelkannen der Zünfte und einige wenige Gegenstände mit sakraler Bestimmung. An Goldschmiedearbeiten sind eine umfangreiche Anzahl an so genannten Kluft- oder Sockelbechern ausgestellt. Auch Schmuckgegenstände für die Tracht wie Patrizierheftel und -gürtel sowie Schließen werden gezeigt.
Grafik-Kabinett
Im Grafik-Kabinett sind Darstellungen von siebenbürgischen Motiven aus vier Jahrhunderten (17. bis 20. Jahrhundert) von siebenbürgischen und nichtsiebenbürgischen Künstlern ausgestellt.
Textilstube
Der Raum steht unter dem Motto Wer zählt die Stiche – wer zählt die Stunden. In einem großen Schubladenschrank sind überwiegend handgearbeitete Textilien vor allem als Trachtenteile ausgestellt. An zwei weiteren Objekten im Raum gibt es Muster zu textilen Herstellungstechniken zu sehen und zu berühren. Die Unterschiede der traditionellen Web-, Stick- und Häkeltechniken werden dem Besucher deutlich.
Sonderausstellungsräume
Im Obergeschoss befinden sich die Sonderausstellungsräume des Museums. Hier werden jedes Jahr mehrmals wechselnde Ausstellungen gezeigt.
Malerei
Das Museum verfügt über Sammlungen von siebenbürgisch-sächsischen Künstlern. Es ist im Besitz des Selbstporträts von Clara Adelheid Soterius von Sachsenheim aus dem Jahr 1853 sowie des Porträts, das Clara von ihrem Ehemann Theodor Sockl im selben Jahr anfertigte. Das Museum besitzt außerdem einige Gemälde von Theodor Sockl selbst. 1998 veranstaltete das Siebenbürgische Museum eine retrospektive Ausstellung der Malerin Edith Soterius von Sachsenheim und kaufte 50 ihrer Gemälde, von denen einige dauerhaft im Museum ausgestellt sind. 1999 wurde die Gundelsheim-Sammlung auch in München im Haus des Deutschen Ostens ausgestellt.

## Museums-Shop
Im Museums-Shop können Bücher und Bildbände über Siebenbürgen, Keramiken und kunstgewerbliche Arbeiten aus Siebenbürgen in wechselnder Zusammenstellung gekauft werden.

## Ausstellungen
- 16. November 2013 bis 16. März 2014: Der Komponist Waldemar von Baußnern. Herkunft – Leben – Werk
- 22. April bis 24. September 2017: Das Wort sie sollen lassen stahn … – Landlerdeportation im Zeichen des Evangeliums